# Коричневая атерина
Коричневая атерина (лат. Atherina bonapartii) — вид лучепёрых рыб семейства атериновых (Atherinidae).
Некоторые исследователи относят вид к синонимам Atherina boyeri, Atherina pontica, однако по целому ряду признаков (особенности морфологии, окраски, биологии) эта рыба достаточно чётко отличается от других атерин.

## Описание
Наибольшая длина тела 10 см, обычно 6-7 см, масса 8-10 г, обычно 5-6 г. Продолжительность жизни около 4 лет, возможно до 5 лет. Тело удлиненное, невысокое, сжатое с боков, покрыто средней по размерам чешуей, которая частично покрывает голову. Рот большой, скошенный, вооруженный маленькими и слабыми зубами. От атерины черноморской (Atherina pontica) отличается большим числом жаберных тычинок, отсутствием тёмных пятен на спине и на боках выше продольной полосы. Верхняя часть головы и спина темные, темно- или светло-коричневые, верхняя треть боков светлее, коричневато- или желтовато-серебристая, ниже бока — серебристо-белые, брюхо серебристо-розовое или серебристо-белое. По бокам проходит серебристая, шириной в один ряд чешуек полоса, на которой иногда встречается до 10 коричневых пятен. Такие же пятна бывают ниже серебристой полосы, но они отсутствуют на спине и боках выше полосы.

## Ареал
Средиземное море и Чёрное море.

## Биология
Биология изучена недостаточно. Морская стайная пелагическая рыба, которая никогда не входит в опресненные воды. Встречается в прибрежной зоне на мелководьях с песчаным, песчано-илистым или ракушечным грунтом, а также среди камней и подводной растительности. В холодное время года откочевывает от берегов. Половой зрелости достигает на 2-м году жизни при длине и массе тела около 5 см и 1,5 г, соответственно. Размножение в апреле — августе. Плодовитость самок длиной составляет 570—1528 икринок. Нерест порционный, происходит на мелководье среди растительности. Молодь питается планктоном. Взрослые рыбы питается
крупной добычей, в частности фитопланктоном и зоопланктоном, многощетинковыми червями, мелкими моллюсками, ракообразными, личинками и взрослыми насекомыми, а также мелкой рыбой.